# Lafoea weddelli
Lafoea weddelli is een hydroïdpoliep uit de familie Lafoeidae. De poliep komt uit het geslacht Lafoea. Lafoea weddelli werd in 1991 voor het eerst wetenschappelijk beschreven door Blanco. 